# رافليسيا صغيرة البوابة
الرافليسيا صغيرة البوابة (باللاتينية: Rafflesia micropylora) نوع نباتي يتبع جنس الرافليسيا من الفصيلة الرافليسية. سميت بهذا الاسم نسبة إلى صغر حجم الفتحة في زهرتها.
الموطن الأصلي لهذا النوع جزيرة سومطرة في إندونيسيا.

## الوصف النباتي
نباتات هذا الجنس ليس لها سوق أو أوراق أو جذور، بل النبات عبارة عن زهرة فقط لها خمس بتلات.